# 마랴레나 믹콜라

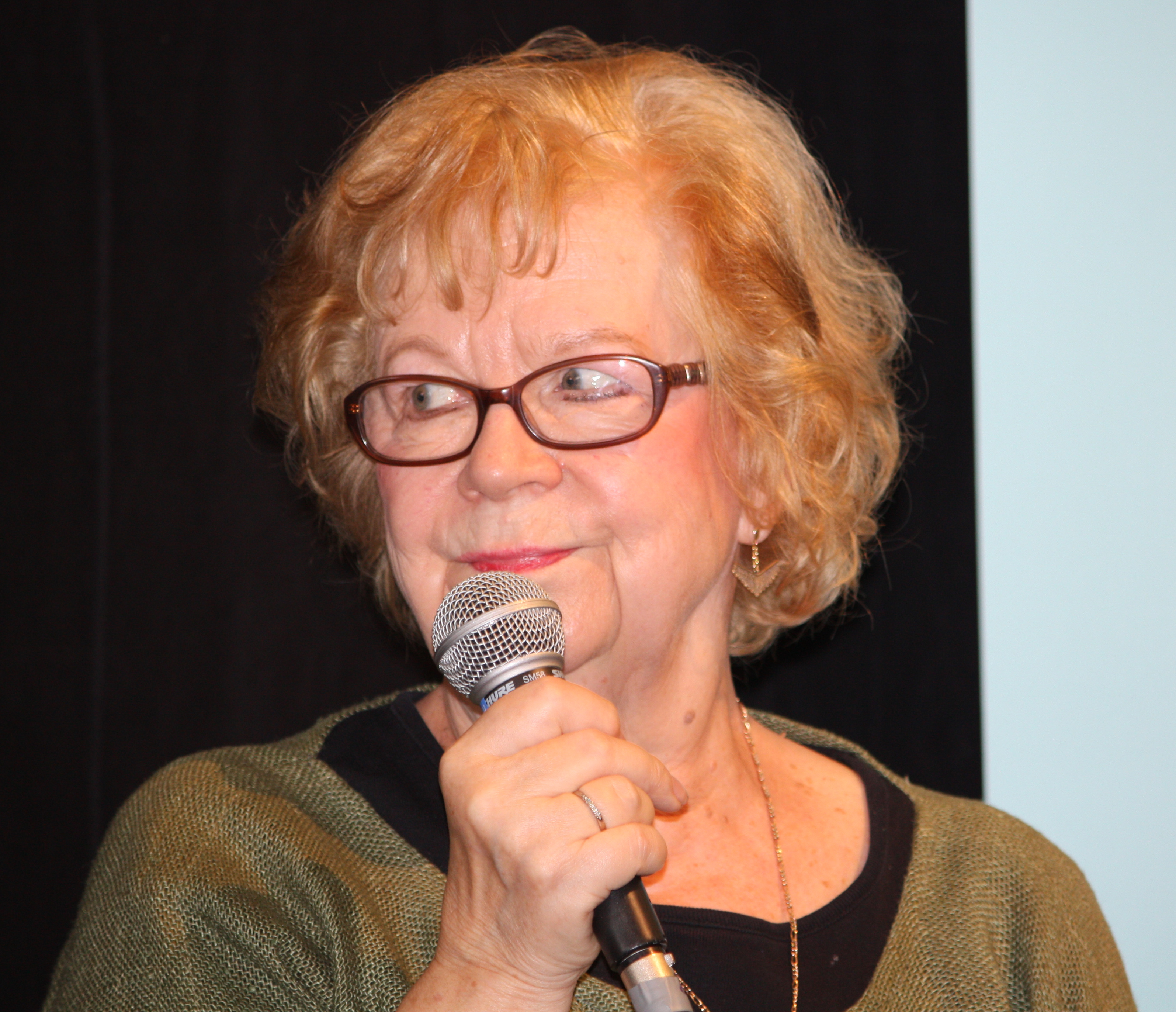

마랴레나 믹콜라(핀란드어: Marja-Leena Mikkola: 1939년 3월 18일 - )는 핀란드의 작가다. 1967년도 에이노 레이노상 수상자다.